# Joseph di Pasquale
Joseph di Pasquale (Como, 24 aprile 1968) è un architetto italiano.

## Biografia
Si laurea con lode in Progettazione Architettonica alla Facoltà di Architettura del Politecnico di Milano. Laurea honoris causa in Scienze Politiche e Sociali, Università ISFOA, Zurigo 2024. Nel 2019 ha conseguito un dottorato di ricerca "cum laude" presso la facoltà di Architettura del Politecnico di Milano con una tesi sul rapporto tra architettura ibrida modulare e i nuovi comportamenti abitativi nei contesti urbani.
Dal 2009 è professore a contratto al Politecnico di Milano, facoltà di architettura.
Nel 2001 studia regia alla New York Film Academy. Realizza dei corto e mediometraggi e nel 2004 recita nel film Happy Hour.
Nel 2005 ridefinisce il proprio studio come "JDP- Joseph di Pasquale Architects" ed inizia l'attività professionale e divulgativa a livello internazionale.

## Carriera
Teorizza la perdita di identità nell'architettura contemporanea globalizzata e si definisce un “architectural storyteller”, un cercatore di nuove chiavi di lettura per la città contemporanea. Nel saggio "la città densa" individua una relazione strutturale tra densità e identità nel tessuto urbano e nell'architettura della città .
Parte dalla critica della città contemporanea che non più in grado di generare vere piazze e vere strade dal momento che l'architettura moderna ha rinunciato all'idea di “facciata”, non guarda più cioè verso lo spazio della città, ma è pensata per essere guardata come una scultura o un oggetto . Dal 2008 inizia l’attività culturale e professionale in Cina. Produce un’intensa attività di divulgazione culturale con lezioni e conferenze in Italia, Cina, Russia e Stati Uniti. Si interessa all’incontro identitario della tradizione cinese con la contemporaneità occidentale. Nel 2013 dichiara al Sole 24 Ore che la cultura cinese oggi "cerca la trasposizione contemporanea della propria tradizione millenaria" . È inoltre autore di diversi articoli pubblicati sulla rivista cartacea "L'Arca International", la quale ha pubblicato alcuni speciali sui suoi maggiori progetti e di cui dal 2012 è divenuto membro del comitato di direzione. Dal 2012 cura per l'Arca la rubrica "caso studio" nella quale investiga le ragioni del fare architettura nel suo svolgersi quotidiano e nella concretezza del laboratorio professionale analizzando "dal di dentro" le architetture di alcuni tra i maggiori architetti italiani e internazionali. Nella sua ricerca accademica approfondisce il concetto di architettura ibrida modulare e delle innovazioni del processo edilizio in relazione ai profondi cambiamenti negli stili di vita e nelle abitudini abitative della contemporaneità.
Nell’ulteriore sviluppo della ricerca sperimentale sull’innovazione delle tipologie residenziali nei contesti urbani Joseph di Pasquale definisce il concetto di housing adattivo che inverte il rapporto tra esigenze dell’utente e dimensione dell’alloggio: invece di essere gli utenti ad adattarsi alle dimensioni della casa, è la casa che si estende e si riduce secondo l’evolversi delle esigenze di singoli e famiglie nel corso del tempo.
Nel 2023 disegna il primo edificio di housing adattivo e fonda una società di sviluppo per la sua realizzazione a Milano finanziando l’operazione attraverso il crowdfunding.
Viene nominato dal Ministero degli Affari Esteri come Ambassador dell'Italian Design Day 2024 e in tale ruolo tiene alcune lectio magistralis presso le Ambasciate e gli Istituti di Cultura Italiana a Guanzghou, presso la South Chian University of Technology a Guangzhou e all’università di Shenzhen in Cina.
Nel 2024 pubblica il libro Esseri Urbani, la città relazionale e i nuovi paradigmi dell’abitare nel quale teorizza il concetto di “città relazionale”, secondo il quale la città fisica nella storia non è altro che la materializzazione della geometria relazionale del genere umano nella sua evoluzione storica. L’intervento sulla città non può più essere fatto secondo un approccio modellistico ma basandosi sul concetto di densità relazionale, attraverso il quale intercettare e interpretare il desiderio abitativo dei singoli e delle collettività assunto come "bene relazionale" alla base della qualità urbana.  In quest’ottica le politiche urbane e abitative si configurano quindi come strategie adattive strutturalmente aperte all’evolvere dei comportamenti e alla densificazione relazionale.

## Concorsi vinti e progetti

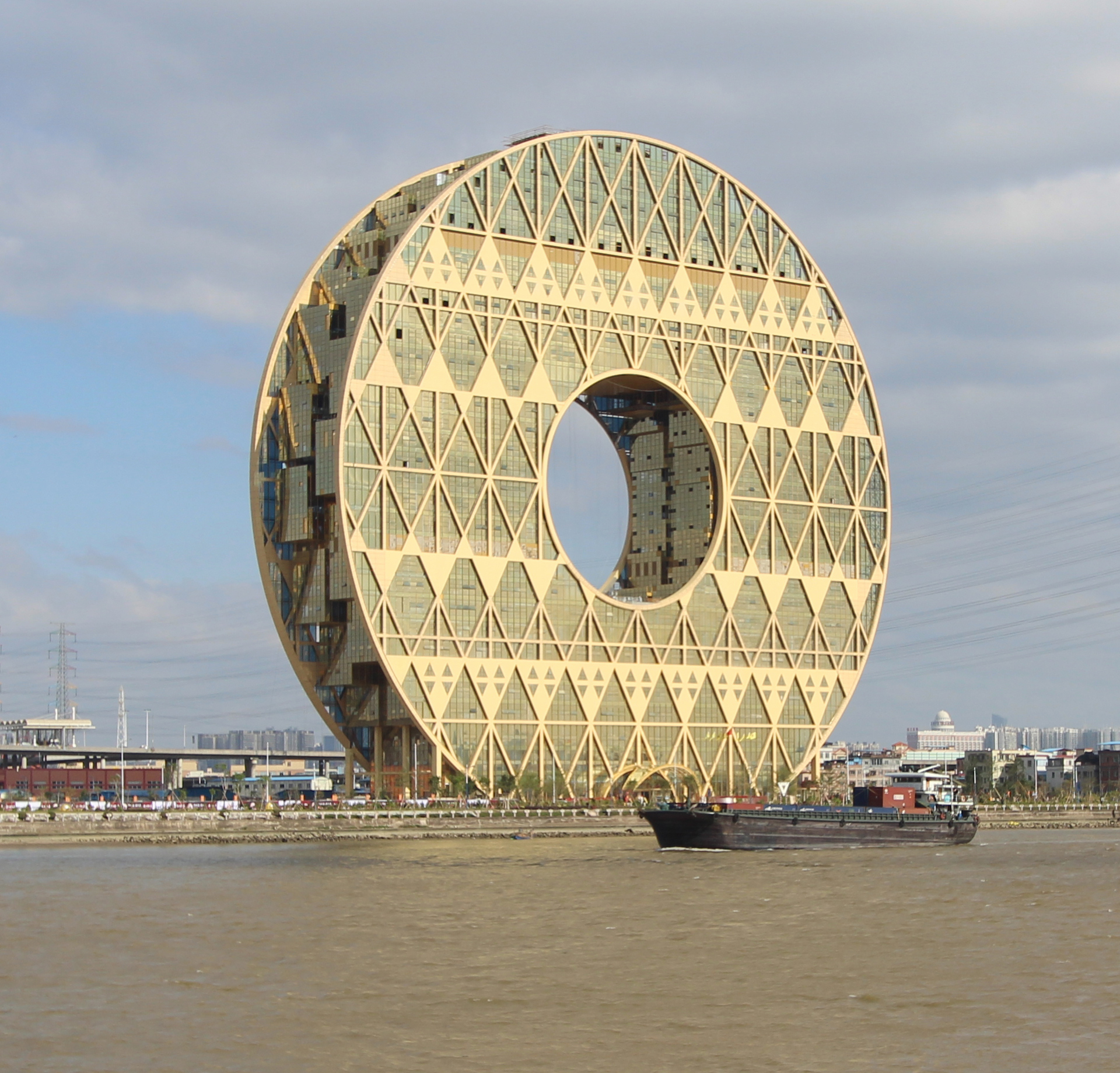
Guangzhou Circle

I suoi progetti hanno vinto vari concorsi nazionali e internazionali di Architettura, tra cui spiccano l'Eco Town di Tianjin e il Guangzhou Circle, inaugurato nel 2013, che la CNN ha annoverato tra i 10 più interessanti edifici a livello mondiale del 2014 .
Tra i suoi progetti più noti, oltre al Circle, si annoverano lo stabilimento Polini ad Alzano Lombardo, il Palamonti a Bergamo, il progetto del nuovo parco Minitalia Leolandia.

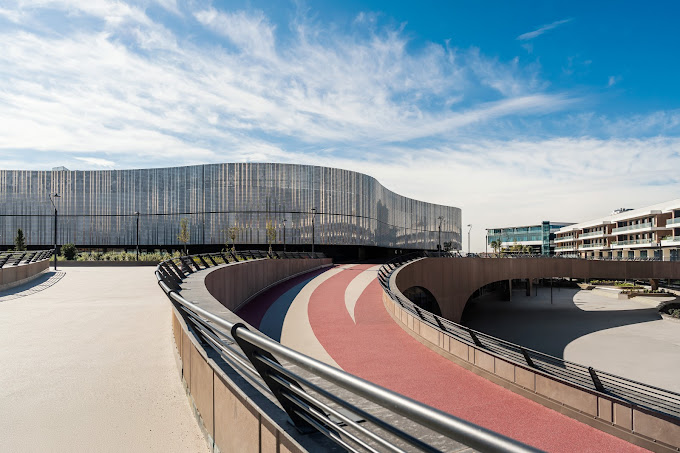
Piazze di ChorusLife

Nel novembre 2024 viene inaugurato il quartiere ChorusLife a Bergamo interamente progettato dall’architetto Joseph di Pasquale, un modello di rigenerazione urbana di rilevanza internazionale su un comparto di 130.000 mq che ha riconvertito una grande area dismessa in un centro di quartiere con un sistema di piazze pubbliche un’arena coperta, attività residenziali, ricettive e ricreative.

## Pubblicazioni
- 2008. Emergenza/tessuto, appunti per una metodologia della composizione architettonica.
- 2010. La città densa. Identità urbana e densità edilizia.
- 2014. City manifesto. Buildings, architecture and urban design works at AM Project Milan.
- 2014. Pop-up hotel Expo 2015. Temporaneità come condizione permanente”.
- 2015. Lost in Globalization. The paradigm of chinese urban housing.
- 2015. Scalable Modular Architecture. A dynamic Housing for a changing society.
- 2017. Typological and Technological innovation for the application of hybrid systems to housing construction. In: TECHNE vol.13.
- 2024. Esseri Urbani, la città relazionale e i nuovi paradigmi dell’abitare, Edizioni Il Poligrafo.

## Premi
- WGDO  World Green Design Contribution Award 2015 per l'edificio Guangzhou Circle.
- WT Smart City Award 2017 conferito dalla Città Metropolitana di Milano per il progetto Chorus Life [27]
- ICONIC LANDSCAPE AWARD 2018, assegnato da Eco Tech Green e dalle riviste Topscape, Paysage [28]
- GRI Award 2024 vinto da COSTIM per il progetto Chorus Life progettato da Joseph Di Pasquale nella categoria “real estate destination”[29].